# The Arms of Orion
The Arms of Orion è un singolo del cantautore statunitense Prince, pubblicato nel 1989 e interpretato insieme alla cantante e attrice britannica Sheena Easton. Il brano è estratto dall'album Batman, colonna sonora dell'omonimo film.

## Tracce
7"
1. The Arms of Orion (edit) – 3:52
2. I Love U in Me – 4:12

12"
1. The Arms of Orion – 5:03
2. I Love U in Me – 4:12
3. The Arms of Orion (edit) – 3:52